# 河石九二夫
河石 九二夫（かわいし くにお、1895年（明治28年）1月17日 - 1973年（昭和48年）1月28日）は、日本の医師、医学者。
水泳選手で、1932年ロサンゼルスオリンピック銀メダリストの河石達吾は親戚に当たる。

## 経歴
1895年（明治28年）1月17日、現在の広島県江田島市大柿町大原に生まれる。 第一高等学校を経て東京帝国大学医学部に進み、1921年（大正10年）に大学を卒業。その後、愛知医科大学・名古屋医科大学斉藤外科の講師・助教授となる。1938年（昭和13年）には、台北帝国大学教授となり、河石外科教室を創設。1944年から1945年にかけて、医学部付属病院の第4代院長を務めた。
1949年（昭和24年）に日本に帰国し、広島医科大学教授、後に学長となる。1953年（昭和28年）広島大学医学部第二外科教授・初代医学部長に就任。1957年（昭和32年）広島県農協尾道病院院長となり、1958年（昭和33年）広島市に河石病院を開設した。1973年（昭和48年）1月28日、死去。葬儀は広島大学医学部葬として行われた。

## 業績・人物
日本における輸血学研究の先駆者として、血液型を応用した最初の輸血治療を行い、その普及に努め、標準血清の作製・河石式輸血器の考案なども行った。さらに、顎骨外科、生体レントゲン活動写真、急性腹膜炎ならびに甲状腺腫・代用輸血薬としての動物血薬の研究を行い、ラジオアイソトープの医学的応用についても先鞭をつけた。また、広島医大の国立移管、広島大学医学部の呉市から広島市への移転、原爆放射能医学研究所の創設にも尽力した。これらの生涯にわたる足跡を偲び、三回忌に当たっては、名大、台大、広大の門下生などが追悼誌『河石九二夫』を発刊した。
河石の人柄は直情径行、感激性で、創造性に富み、常に進取的かつ行動的であり、外科医として、日本の外科学の黎明期を意気昂然と歩んだ。

## 叙勲など
- 勲二等瑞宝章従三位
- 広島大学名誉教授
- 日本外科学会名誉会員
- 日本輸血学会名誉会員
- 日本消化器外科学会名誉会員